# Euphaedra (Proteuphaedra) rubrocostata
Euphaedra rubrocostata es una especie de  mariposa de la familia Nymphalidae,  subfamilia Limenitidinae, tribu Adoliadini, pertenece al género Euphaedra, subgénero Proteuphaedra.

## Subespecies
- Euphaedra (Proteuphaedra) rubrocostata generosa (Hecq, 1987)
- Euphaedra (Proteuphaedra) rubrocostata rubrocostata

## Distribución
Esta especie y subespecies de mariposa, se encuentran distribuidas en Camerún y Zaire (África). 